# Michael Chiklis

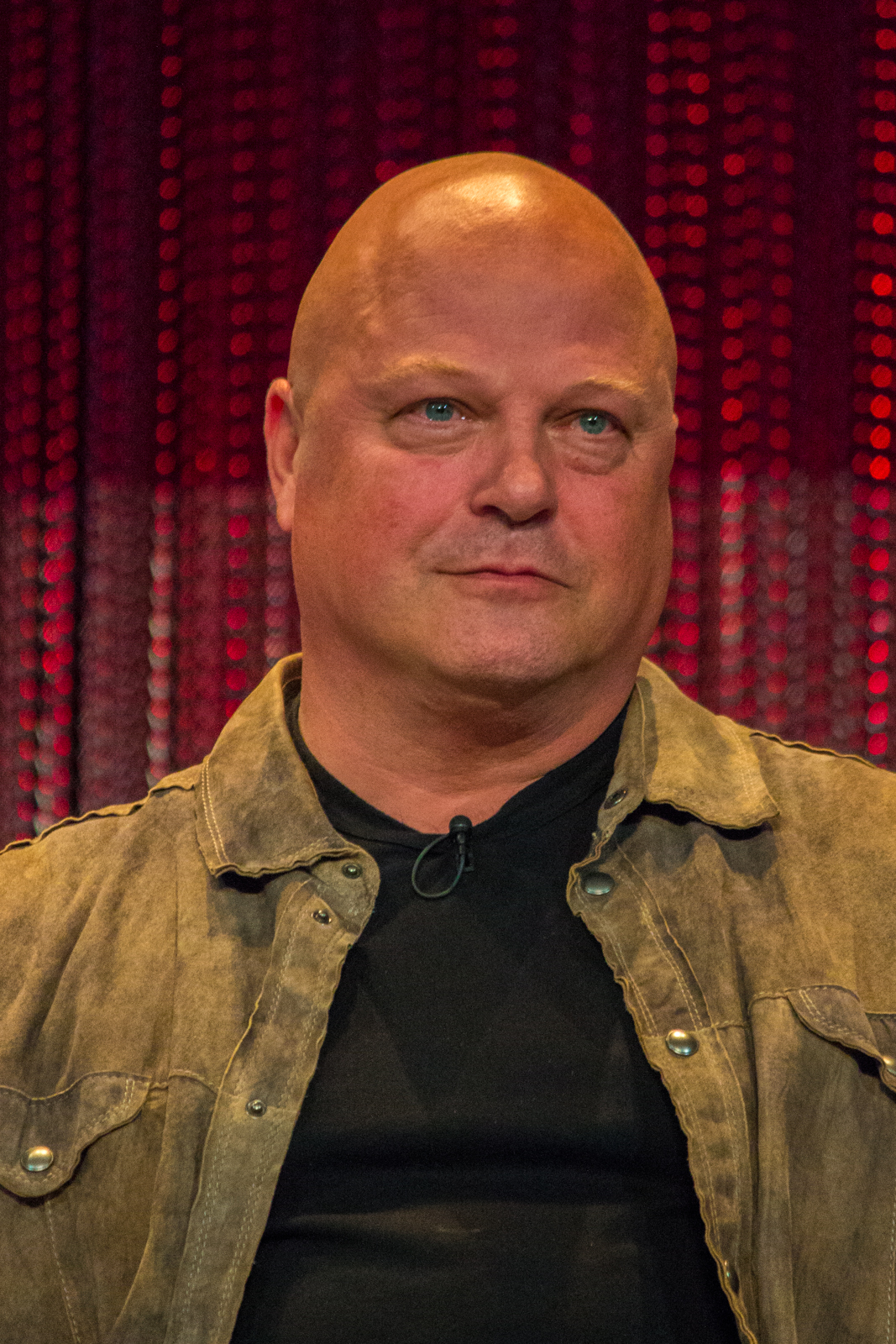
Michael Chiklis (2014)

Michael Charles Chiklis (* 30. August 1963 in Lowell, Massachusetts) ist ein US-amerikanischer Schauspieler.

## Leben
Chiklis, geboren 1963 in Lowell, gab sein Filmdebüt in Wired, in dem er John Belushi verkörpert. Danach war Chiklis in verschiedenen Serien wie Miami Vice, L.A. Law – Staranwälte, Tricks, Prozesse, und Seinfeld zu sehen.
Von 1991 bis 1995 spielte er die Titelrolle in Der Polizeichef (The Commish). Durch Körpertraining veränderte Chiklis sein Rollenprofil. Agierte er in Der Polizeichef noch mit einer dicklichen Figur, so legte er sich zwischenzeitlich eine athletische Körperstatur zu. Von 2002 bis 2008 spielte Chiklis die Hauptrolle in der Krimiserie The Shield – Gesetz der Gewalt, die er teilweise mitproduzierte und bei der er gelegentlich auch Regie führte.
Im Jahr 2005 war Chiklis im Film Fantastic Four in der Rolle des Ben Grimm bzw. The Thing zu sehen, was nach eigenen Angaben seine Traumrolle seit frühester Kindheit gewesen sei. Für die Fortsetzung, Fantastic Four: Rise of the Silver Surfer, die 2007 in die Kinos kam, hatte man ihn erneut gewinnen können.

## Auszeichnungen
2003 erhielt Chiklis einen Emmy sowie einen Golden Globe Award für seine Rolle als Detective Vic Mackey in der Fernsehserie The Shield – Gesetz der Gewalt in der Kategorie als Bester Serien-Hauptdarsteller – Drama. 2004 und 2005 war er in der gleichen Kategorie erneut für einen Golden Globe Award nominiert.

## Filmografie (Auswahl)
- 1989: Miami Vice (Fernsehserie, Folge 5x14)
- 1989: Belushi – Wired (Wired)
- 1990: Rain Killer – Tod im Regen (The Rain Killer)
- 1990–1991: L.A. Law – Staranwälte, Tricks, Prozesse (L.A. Law, Fernsehserie, zwei Folgen)
- 1991: Seinfeld (Fernsehserie, Folge 3x10)
- 1991–1995: Der Polizeichef (The Commish, Fernsehserie, 92 Folgen)
- 1995: Nixon
- 1998: Körper und Geist (Body and Soul)
- 1998: Star Force Soldier (Soldier)
- 1998: Ein Hauch von Himmel (Touched by an Angel, Fernsehserie, Folge 4x19)
- 1999: Taxman – Der Steuerfahnder von Brooklyn (Taxman)
- 1999: Do Not Disturb
- 2000: Die 3 Stooges (The Three Stooges, Fernsehfilm)
- 2000–2001: Family Guy (Fernsehserie, vier Folgen, Stimme)
- 2001: Chihiros Reise ins Zauberland (Sen to Chihiro no kamikakushi, Stimme)
- 2002: The Adventures of Tom Thumb & Thumbelina
- 2002–2008: The Shield – Gesetz der Gewalt (The Shield, Fernsehserie, 89 Folgen)
- 2005: Fantastic Four
- 2007: Fantastic Four: Rise of the Silver Surfer (Fantastic Four: Rise of the Silver Surfer)
- 2007: Rise: Blood Hunter (Rise)
- 2008: Eagle Eye – Außer Kontrolle (Eagle Eye)
- 2010: High School
- 2010–2011: My Superhero Family (No Ordinary Family, Fernsehserie, 20 Folgen)
- 2012–2013: Vegas (Fernsehserie, 21 Folgen)
- 2013: Pawn – Wem kannst du vertrauen? (Pawn)
- 2013: Parker
- 2014–2015: American Horror Story (American Horror Story: Freak Show, Fernsehserie, 9 Folgen)
- 2014: Sons of Anarchy (Fernsehserie, 2 Folgen)
- 2015–2017: Gotham (Fernsehserie, 27 Folgen)
- 2016: Rupture – Überwinde deine Ängste (Rupture)
- 2018: 1985
- 2019: 10 Minutes Gone
- 2020: Hubie Halloween
- 2021: Don’t Look Up